# Fijimerel
De fijimerel (Turdus ruficeps) is een zangvogel uit de familie Turdidae (lijsters). Eerder werd deze vogel beschouwd als een ondersoort van de eilandmerel (T. poliocephalus).

## Verspreiding en leefgebied
Deze vogel komt voor op de Fiji-eilanden en telt vijf ondersoorten.
- T. r. hades: Gau (centraal Fiji).
- T. r. ruficeps: Kadavu (zuidwestelijk Fiji).
- T. r. tempesti: Taveuni (noordelijk-centraal Fiji).
- T. r. vitiensis: Vanua Levu (noordelijk-centraal Fiji)..
- T. r. layardi: Yasawa-eilanden en Lomaiviti-eilanden (westelijk Fiji).